# Кичибухино
Кичибухино — деревня в Переславском районе Ярославской области России. На уровне муниципального устройства входит в состав городского округа Переславль-Залесский. До 2018 года входила в состав Пригородного сельского поселения.

## География
Деревня находится в южной части области, в зоне хвойно-широколиственных лесов, к западу от автодороги 78Н-0525, при речке Кипс.

### Климат
Климат характеризуется как умеренно континентальный, с умеренно холодной зимой и относительно тёплым влажным летом. Среднегодовая температура воздуха — 3,5 °C. Средняя температура воздуха самого холодного месяца (января) — −13,3 °C (абсолютный минимум — −39,5 °C); самого тёплого месяца (июля) — 18 °C (абсолютный максимум — 37 °C). Безморозный период длится около 214 дней. Годовое количество атмосферных осадков составляет около 646 мм, из которых большая часть выпадает в тёплый период. Снежный покров держится в среднем в течение 151 дня.

## История
В 1549 году это была вотчинная деревня князей Ивана и Семёна Васильевичей Андомских в Никитском стане, купленная у них в этом году Яковом Осиповым Корсаковым, у наследников которого деревню купил в 1566 году Переславский Данилов монастырь. В смутное время деревню «пограбили воры литовские люди», а некоторые крестьяне были убиты при осаде Троице-Сергиева монастыря в 1609 году.

## Население
| 1859 | 1905 | 1926 | 2007 | 2010 |
| ---- | ---- | ---- | ---- | ---- |
| 186  | ↘129 | ↗239 | ↘194 | ↗204 |

### Историческая численность населения
Постоянное население на 1 января 2007 года — 194 человека.

## Инфраструктура
Личное подсобное хозяйство с зоной сельскохозяйственного использования, индивидуальная застройка усадебного типа.
Основа экономики — сельское хозяйство.
Кичибухинский фельдшерско-акушерский пункт.

## Транспорт
Деревня доступна автотранспортом. Остановка общественного транспорта «Кичибухино».